# Skeleton nos Jogos Olímpicos de Inverno de 2010 - Feminino
A competição feminina do skeleton nos Jogos Olímpicos de Inverno de 2010 foi disputada no Whistler Sliding Centre em Whistler, Colúmbia Britânica, entre 18 e 19 de fevereiro.

## Medalhistas
| Ouro   | GBR Amy Williams       |
| Prata  | GER Kerstin Szymkowiak |
| Bronze | GER Anja Huber         |

## Resultados
As duas primeiras corridas ocorreram em 18 de fevereiro e as duas finais no dia 19.
| Pos.              | Bib | Atleta                    | 1ª descida | 1ª descida | 2ª descida | 2ª descida | 3ª descida | 3ª descida | 4ª descida | 4ª descida | Tempo total | Dif.   |
| Pos.              | Bib | Atleta                    | ST         | TT         | ST         | TT         | ST         | TT         | ST         | TT         | Tempo total | Dif.   |
| ----------------- | --- | ------------------------- | ---------- | ---------- | ---------- | ---------- | ---------- | ---------- | ---------- | ---------- | ----------- | ------ |
| Medalha de ouro   | 5   | GBR Amy Williams          | 4.95       | 53.83      | 4.96       | 54.13      | 5.00       | 53.68      | 4.94       | 54.00      | 3:35.64     | +0.00  |
| Medalha de prata  | 3   | GER Kerstin Szymkowiak    | 5.04       | 54.15      | 5.00       | 54.11      | 5.01       | 53.91      | 4.96       | 54.03      | 3:36.20     | +0.56  |
| Medalha de bronze | 8   | GER Anja Huber            | 4.90       | 54.17      | 4.97       | 54.21      | 5.07       | 54.10      | 5.03       | 53.88      | 3:36.36     | +0.72  |
| 4                 | 6   | USA Noelle Pikus-Pace     | 5.12       | 54.30      | 5.11       | 54.21      | 5.07       | 53.88      | 5.06       | 54.07      | 3:36.46     | +0.82  |
| 5                 | 1   | CAN Mellisa Hollingsworth | 5.05       | 54.18      | 5.04       | 54.17      | 5.02       | 53.81      | 4.93       | 54.44      | 3:36.60     | +0.96  |
| 6                 | 2   | GBR Shelley Rudman        | 5.03       | 54.66      | 5.01       | 54.26      | 5.01       | 53.95      | 4.99       | 53.82      | 3:36.69     | +1.05  |
| 7                 | 9   | CAN Amy Gough             | 5.10       | 54.14      | 5.08       | 54.78      | 5.05       | 53.92      | 4.99       | 54.17      | 3:37.01     | +1.37  |
| 8                 | 4   | GER Marion Trott          | 5.19       | 54.53      | 5.21       | 54.53      | 5.18       | 53.88      | 5.18       | 54.17      | 3:37.11     | +1.47  |
| 9                 | 10  | SUI Maya Pedersen-Bieri   | 5.05       | 54.53      | 5.08       | 54.83      | 5.05       | 54.24      | 5.02       | 53.91      | 3:37.51     | +1.87  |
| 10                | 14  | AUS Emma Lincoln-Smith    | 5.01       | 54.28      | 5.00       | 54.41      | 5.02       | 54.54      | 4.97       | 54.40      | 3:37.63     | +1.99  |
| 11                | 7   | USA Katie Uhlaender       | 4.94       | 54.51      | 4.95       | 54.53      | 4.96       | 54.54      | 4.97       | 54.35      | 3:37.93     | +2.29  |
| 12                | 11  | AUS Melissa Hoar          | 5.16       | 54.73      | 5.21       | 54.48      | 5.16       | 54.48      | 5.11       | 54.53      | 3:38.22     | +2.58  |
| 13                | 13  | CAN Michelle Kelly        | 5.08       | 54.73      | 5.08       | 55.49      | 5.06       | 55.56      | 5.10       | 55.01      | 3:40.79     | +5.15  |
| 14                | 15  | NZL Tionette Stoddard     | 4.99       | 55.85      | 4.98       | 55.93      | 5.00       | 55.02      | 4.95       | 54.89      | 3:41.69     | +6.05  |
| 15                | 19  | ITA Costanza Zanoletti    | 4.97       | 55.48      | 5.03       | 55.63      | 4.99       | 55.38      | 4.97       | 55.31      | 3:41.80     | +6.16  |
| 16                | 12  | RUS Svetlana Trunova      | 4.99       | 56.47      | 5.00       | 55.32      | 4.93       | 55.23      | 4.95       | 55.17      | 3:42.19     | +6.55  |
| 17                | 18  | NOR Desiree Bjerke        | 5.20       | 56.48      | 5.31       | 55.28      | 5.25       | 55.34      | 5.20       | 55.26      | 3:42.36     | +6.72  |
| 18                | 16  | RUS Elena Yudina          | 5.08       | 55.42      | 5.14       | 56.06      | 5.12       | 55.54      | 5.11       | 55.77      | 3:42.79     | +7.15  |
| 19                | 20  | ROU Maria Marinela Mazilu | 5.15       | 57.10      | 5.18       | 57.03      | 5.18       | 58.14      | 5.25       | 57.65      | 3:49.92     | +14.28 |
| 20 !              | 17  | JPN Nozomi Komuro         |            |            |            |            |            |            |            |            | DSQ         |        |

Legenda
| Recorde mundial      | Recorde mundial (World record)               |                       | Recorde africano                      | Recorde africano (African) |                                           | Q | Classificado por posição (Qualified) |
| Recorde olímpico     | Recorde olímpico (Olympic record)            | Recorde da América    | Recorde da América (Americas)         | q                          | Classificado por melhor tempo (Qualified) |   |                                      |
| Melhor marca do ano  | Melhor marca do ano (World leading)          | Recorde asiático      | Recorde asiático (Asian)              | DNS                        | Não largou (Did not start)                |   |                                      |
| Recorde nacional     | Recorde nacional (National record)           | Recorde europeu       | Recorde europeu (European)            | DNF                        | Não terminou (Did not finish)             |   |                                      |
| Recorde pessoal      | Recorde pessoal do atleta (Personal best)    | Recorde da Oceania    | Recorde da Oceania (Oceania)          | DSQ / DQ                   | Desclassificado (Disqualified)            |   |                                      |
| Recorde da temporada | Recorde da temporada do atleta (Season best) | Recorde sul-americano | Recorde sul-americano (South America) | NM                         | Sem marca (No mark)                       |   |                                      |